# Сульфид рения(VII)
Сульфид рения(VII) — неорганическое соединение, соль металла рения и сероводородной кислоты с формулой Re2S7. Выглядит как нерастворимые в воде чёрно-бурые кристаллы, может образовывать гидраты.

## Получение
- Непосредственное сплавление чистых веществ:

{\displaystyle {\mathsf {2Re+7S\ {\xrightarrow {T}}\ Re_{2}S_{7}}}}
- Действие сероводорода на оксид рения(VII):

{\displaystyle {\mathsf {Re_{2}O_{7}+7H_{2}S\ {\xrightarrow {T}}\ Re_{2}S_{7}+7H_{2}O}}}
- Гидратированный сульфид образуется при действии сероводорода или тиосульфата натрия на подкисленный раствор перрената калия:

{\displaystyle {\mathsf {2KReO_{4}+7H_{2}S+2HCl+nH_{2}O\ {\xrightarrow {}}\ Re_{2}S_{7}\cdot nH_{2}O\downarrow +2KCl+8H_{2}O}}}
{\displaystyle {\mathsf {2KReO_{4}+7Na_{2}S_{2}O_{3}+H_{2}SO_{4}+(n-1)H_{2}O\ {\xrightarrow {}}\ Re_{2}S_{7}\cdot nH_{2}O\downarrow +7Na_{2}SO_{4}+K_{2}SO_{4}}}}

## Физические свойства
Сульфид рения(VII) образует чёрно-бурые кристаллы тетрагональной сингонии, параметры ячейки a = 1,37 нм, c = 1,024 нм.
Не растворяется в воде, плохо растворим в щелочах и неокисляющих кислотах.

## Химические свойства
- Разлагается при нагревании в вакууме:

{\displaystyle {\mathsf {Re_{2}S_{7}\ {\xrightarrow {600^{o}C}}\ 2ReS_{2}+3S}}}
- Окисляется при нагревании на воздухе:

{\displaystyle {\mathsf {2Re_{2}S_{7}+21O_{2}\ {\xrightarrow {T}}\ 2Re_{2}O_{7}+14SO_{2}}}}
- Водородом при температуре 1100 °C восстанавливается до металла:

{\displaystyle {\mathsf {Re_{2}S_{7}+7H_{2}\ {\xrightarrow {1100^{o}C}}\ 2Re+7H_{2}S\uparrow }}}
- Реагирует с сульфидами щелочных металлов с образованием тиоперренатов:

{\displaystyle {\mathsf {Re_{2}S_{7}+Na_{2}S\ {\xrightarrow {}}\ 2NaReS_{4}}}}
- Азотной кислотой переводится в рениевую кислоту.